# 11e étape du Tour d'Espagne 2012
La 11e étape du Tour d'Espagne 2012 s'est déroulée le mercredi 29 août 2012, part de Cambados et arrive à Pontevedra après 39,4 km de course.

## Parcours de l'étape
Le seul contre-la-montre individuel de la Vuelta comporte une bosse importante de catégorie 3 à mi-parcours, l'Alto Monte Castrove. La pente moyenne de 4,4 % sur 10 kilomètres avec passages à 8 % pourrait donner quelques problèmes aux purs rouleurs et sprinteurs. La descente est technique, et pourrait poser des problèmes à des coureurs qui sont en difficulté lorsque la route descend et l'arrivée est adjugée à la même altitude que le départ, même si le parcours n'est pas une boucle.

## Déroulement de la course
Les principaux favoris pour cette étape sont des rouleurs/grimpeurs, comme le sont Tony Martin (Omega Pharma-Quick Step) le champion du monde du contre-la-montre, Richie Porte (Sky), Cameron Meyer (Orica-GreenEDGE), Alberto Contador (Saxo Bank-Tinkoff Bank) ou encore Christopher Froome (Sky).
À l'arrivée Tony Martin a déçu en ne prenant que la 3e place provisoire alors qu'il reste encore beaucoup de coureurs à arriver. La surprise vient du Suédois Fredrik Kessiakoff (Astana) qui réalise un temps excellent avec 1 minute et 15 secondes d'avance sur Richie Porte. Du côté des favoris on voit bien Robert Gesink (Rabobank) et Alejandro Valverde (Movistar) limiter leur retard, Contador et Froome se jouer le maillot de leader voire l'étape, et Joaquim Rodríguez (Katusha) perdre du temps sur ses concurrents directs.
Au premier intermédiaire, Gesink est à 6 secondes de Kessiakoff, Valverde perd environ 30 secondes. Puis c'est au tour de Contador de franchir la ligne en première position, 2 secondes devant Kessiakoff. Froome compte un léger retard de 4 secondes sur Contador. Rodríguez concède déjà 45 secondes à Contador.
Vient ensuite la bosse qui pourrait permettre à des coureurs comme Rodríguez de limiter le débours. Gesink a craqué dans cette ascension puisqu'il concède un retard de 1 minute et 11 secondes sur Kessiakoff, Valverde se maintient bien puisqu'il ne compte cette fois-ci qu'un retard de 37 secondes. Froome, qui commence à faiblir, reste à 18 secondes. Après cette bosse, Rodríguez accuse un retard de 56 secondes.
À l'arrivée Valverde réalise un bon temps à 1 minute et 8 secondes de Kessiakoff mais le match est derrière Contador plus à l'aise dans la descente a repris du temps à Froome un peu plus crispé qui à la surprise est derrière l'Espagnol alors qu'on s'attendait plutôt au contraire. Contador est donc à l'arrivée pour jouer la victoire d'étape mais il termine à 17 secondes. Froome concède 39 secondes à Kessiakoff et 22 à Contador. Joaquim Rodríguez termine à 1 minute et 16 secondes au vainqueur d'étape Kessiakoff et garde pour 1 seconde son maillot de leader. Du côté des autres favoris Gesink conforte sa 5e place, il termine 12e de l'étape à 1 minute et 42 secondes du vainqueur, Daniel Moreno (Katusha) est à présent à 27 secondes du Néerlandais. Igor Antón (Euskaltel-Euskadi) est renvoyé à la 11e position. Andrew Talansky (Garmin-Sharp) le remplace au 8e rang. Rodríguez garde donc la tête pour 1 seconde devant Contador. Froome est à 16 secondes et Valverde à 59 secondes.

### Classements intermédiaires
| Classement au premier point intermédiaire | Classement au premier point intermédiaire | Classement au premier point intermédiaire | Classement au premier point intermédiaire | Classement au premier point intermédiaire |
|                                           | Coureur                                   | Pays                                      | Équipe                                    | Temps                                     |
| ----------------------------------------- | ----------------------------------------- | ----------------------------------------- | ----------------------------------------- | ----------------------------------------- |
| 1er                                       | Alberto Contador                          | ESP                                       | Saxo Bank-Tinkoff Bank                    | en 16 min 22 s                            |
| 2e                                        | Fredrik Kessiakoff                        | SWE                                       | Astana                                    | + 2 s                                     |
| 3e                                        | Christopher Froome                        | GBR                                       | Sky                                       | + 4 s                                     |
| 4e                                        | Robert Gesink                             | NED                                       | Rabobank                                  | + 8 s                                     |
| 5e                                        | Lars Boom                                 | NED                                       | Rabobank                                  | + 9 s                                     |
| 6e                                        | Tony Martin                               | GER                                       | Omega Pharma-Quick Step                   | + 10 s                                    |
| 7e                                        | Beñat Intxausti                           | ESP                                       | Movistar                                  | + 15 s                                    |
| 8e                                        | Kristof Vandewalle                        | BEL                                       | Omega Pharma-Quick Step                   | + 17 s                                    |
| 9e                                        | Thomas De Gendt                           | BEL                                       | Vacansoleil-DCM                           | + 17 s                                    |
| 10e                                       | Martijn Keizer                            | NED                                       | Vacansoleil-DCM                           | + 20 s                                    |
| modifier                                  |                                           |                                           |                                           |                                           |

| Classement au second point intermédiaire | Classement au second point intermédiaire | Classement au second point intermédiaire | Classement au second point intermédiaire | Classement au second point intermédiaire |
|                                          | Coureur                                  | Pays                                     | Équipe                                   | Temps                                    |
| ---------------------------------------- | ---------------------------------------- | ---------------------------------------- | ---------------------------------------- | ---------------------------------------- |
| 1er                                      | Fredrik Kessiakoff                       | SWE                                      | Astana                                   | en 35 min 42 s                           |
| 2e                                       | Alberto Contador                         | ESP                                      | Saxo Bank-Tinkoff Bank                   | + 2 s                                    |
| 3e                                       | Christopher Froome                       | GBR                                      | Sky                                      | + 18 s                                   |
| 4e                                       | Beñat Intxausti                          | ESP                                      | Movistar                                 | + 27 s                                   |
| 5e                                       | Alejandro Valverde                       | ESP                                      | Movistar                                 | + 37 s                                   |
| 6e                                       | Richie Porte                             | AUS                                      | Sky                                      | + 41 s                                   |
| 7e                                       | Cameron Meyer                            | AUS                                      | Orica-GreenEDGE                          | + 53 s                                   |
| 8e                                       | Joaquim Rodríguez                        | ESP                                      | Katusha                                  | + 56 s                                   |
| 9e                                       | Thomas De Gendt                          | BEL                                      | Vacansoleil-DCM                          | + 59 s                                   |
| 10e                                      | Jonathan Castroviejo                     | ESP                                      | Movistar                                 | + 1 min                                  |
| modifier                                 |                                          |                                          |                                          |                                          |

## Classement de l'étape
| Classement de l'étape | Classement de l'étape | Classement de l'étape | Classement de l'étape  | Classement de l'étape |
|                       | Coureur               | Pays                  | Équipe                 | Temps                 |
| --------------------- | --------------------- | --------------------- | ---------------------- | --------------------- |
| 1er                   | Fredrik Kessiakoff    | SWE                   | Astana                 | en 52 min 36 s        |
| 2e                    | Alberto Contador      | ESP                   | Saxo Bank-Tinkoff Bank | + 17 s                |
| 3e                    | Christopher Froome    | GBR                   | Sky                    | + 39 s                |
| 4e                    | Alejandro Valverde    | ESP                   | Movistar               | + 1 min 8 s           |
| 5e                    | Beñat Intxausti       | ESP                   | Movistar               | + 1 min 9 s           |
| 6e                    | Richie Porte          | AUS                   | Sky                    | + 1 min 15 s          |
| 7e                    | Joaquim Rodríguez     | ESP                   | Katusha                | + 1 min 16 s          |
| 8e                    | Cameron Meyer         | AUS                   | Orica-GreenEDGE        | + 1 min 17 s          |
| 9e                    | Andrew Talansky       | USA                   | Garmin-Sharp           | + 1 min 24 s          |
| 10e                   | Jonathan Castroviejo  | ESP                   | Movistar               | + 1 min 34 s          |
| modifier              |                       |                       |                        |                       |

## Classement général
| Classement général | Classement général | Classement général | Classement général     | Classement général  |
|                    | Coureur            | Pays               | Équipe                 | Temps               |
| ------------------ | ------------------ | ------------------ | ---------------------- | ------------------- |
| 1er                | Joaquim Rodríguez  | ESP                | Katusha                | en 40 h 26 min 15 s |
| 2e                 | Alberto Contador   | ESP                | Saxo Bank-Tinkoff Bank | + 1 s               |
| 3e                 | Christopher Froome | GBR                | Sky                    | + 16 s              |
| 4e                 | Alejandro Valverde | ESP                | Movistar               | + 59 s              |
| 5e                 | Robert Gesink      | NED                | Rabobank               | + 2 min 27 s        |
| 6e                 | Daniel Moreno      | ESP                | Katusha                | + 2 min 54 s        |
| 7e                 | Nicolas Roche      | IRL                | AG2R La Mondiale       | + 3 min 39 s        |
| 8e                 | Andrew Talansky    | USA                | Garmin-Sharp           | + 4 min 8 s         |
| 9e                 | Laurens ten Dam    | NED                | Rabobank               | + 4 min 22 s        |
| 10e                | Bauke Mollema      | NED                | Rabobank               | + 5 min 10 s        |
| modifier           |                    |                    |                        |                     |

## Classements annexes

### Classement par points
| Classement par points | Classement par points | Classement par points | Classement par points | Classement par points |
| --------------------- | --------------------- | --------------------- | --------------------- | --------------------- |
|                       | Coureur               | Pays                  | Équipe                | Point(s)              |
| 1er                   | John Degenkolb        | GER                   | Argos-Shimano         | 103 points            |
| 2e                    | Joaquim Rodríguez     | ESP                   | Katusha               | 94 pts                |
| 3e                    | Alejandro Valverde    | ESP                   | Movistar              | 90 pts                |
| modifier              |                       |                       |                       |                       |

### Classement du meilleur grimpeur
| Classement du meilleur grimpeur | Classement du meilleur grimpeur | Classement du meilleur grimpeur | Classement du meilleur grimpeur | Classement du meilleur grimpeur |
| ------------------------------- | ------------------------------- | ------------------------------- | ------------------------------- | ------------------------------- |
|                                 | Coureur                         | Pays                            | Équipe                          | Point(s)                        |
| 1er                             | Alejandro Valverde              | ESP                             | Movistar                        | 21 points                       |
| 2e                              | Joaquim Rodríguez               | ESP                             | Katusha                         | 17 pts                          |
| 3e                              | Simon Clarke                    | AUS                             | Orica-GreenEDGE                 | 16 pts                          |
| modifier                        |                                 |                                 |                                 |                                 |

### Classement du combiné
| Classement du combiné | Classement du combiné | Classement du combiné | Classement du combiné  | Classement du combiné |
| --------------------- | --------------------- | --------------------- | ---------------------- | --------------------- |
|                       | Coureur               | Pays                  | Équipe                 | Point(s)              |
| 1er                   | Joaquim Rodríguez     | ESP                   | Katusha                | 6 points              |
| 2e                    | Alejandro Valverde    | ESP                   | Movistar               | 7 pts                 |
| 3e                    | Alberto Contador      | ESP                   | Saxo Bank-Tinkoff Bank | 13 pts                |
| modifier              |                       |                       |                        |                       |

### Classement par équipes
| Classement général par équipes | Classement général par équipes | Classement général par équipes | Classement général par équipes |
|                                | Équipe                         | Pays                           | Temps                          |
| ------------------------------ | ------------------------------ | ------------------------------ | ------------------------------ |
| 1re                            | Rabobank                       | Pays-Bas                       | en 120 h 51 min 40 s           |
| 2e                             | Sky                            | Royaume-Uni                    | + 1 min 58 s                   |
| 3e                             | Movistar                       | Espagne                        | + 3 min 18 s                   |
| modifier                       |                                |                                |                                |